# Bryum provinciale
Bryum provinciale är en bladmossart som beskrevs av Philibert in W. P. Schimper 1876. Bryum provinciale ingår i släktet bryummossor, och familjen Bryaceae. Inga underarter finns listade i Catalogue of Life.